# Bronisław Orlicz
Bronisław Orlicz właśc. Bronisław Stanik (ur. 17 czerwca 1924 w Tąpkowicach, zm. 5 grudnia 1998 w Tarnowie) – polski aktor, reżyser teatralny, dyrektor artystyczny teatrów.

## Życiorys
Syn Piotra. Początkowo występował jako Bronisław Stanik. Był aktorem Teatru im. Adama Mickiewicza w Cieszynie (1945–1946), Teatru Miejskiego im. Juliusza Słowackiego w Opolu (1946–1947), Teatrów Dolnośląskich we Wrocławiu (1947), Teatru Miasta Jeleniej Góry (1948–1949, 1959–1963), Teatru Dramatycznego im. Aleksandra Węgierki w Białymstoku (1950–1951, 1957–1960), Teatru Powszechnego w Warszawie (1949–1955), Teatru Dramatycznego w Warszawie (1955–1957), Teatru Dolnośląskiego w Wałbrzychu (1959–1963), Teatru im. Stefana Żeromskiego w Kielcach (1963–1964), Teatr Ziemi Pomorskiej (1976–1979), Lubuskiego Teatru im. Leona Kruczkowskiego w Zielonej Górze (1979–1981), Teatru im. Ludwika Solskiego w Tarnowie (1981–1998).
Pełnił obowiązki dyrektora Teatru Dramatycznego im. Jerzego Szaniawskiego w Wałbrzychu (1964–1967), Teatru Dolnośląskiego w Jeleniej Górze (1965–1966), Teatru Dramatycznego im. Aleksandra Węgierki w Białymstoku (1967–1976).
Zmarł w Tarnowie, pochowany na cmentarzu komunalnym Mościce (sektor 108-1-97).

## Ordery i odznaczenia
- Złoty Krzyż Zasługi (1966)
- Srebrny Krzyż Zasługi (11 lipca 1955)[1]
- Medal 10-lecia Polski Ludowej (19 stycznia 1955)[6]
- Odznaka „Zasłużony Działacz Kultury” (1966)
- Złota Odznaka honorowa „Zasłużony Białostocczyźnie” (1970)
- Złota Odznaka „Zasłużonemu w Rozwoju Województwa Katowickiego”

## Nagrody[7]
- Nagroda Artystyczna m. Wałbrzycha (1965)
- Nagroda Prezydium WRN w Białymstoku za osiągnięcia w upowszechnianiu teatru (1969)
- nagroda na XIV Festiwalu Teatrów Polski Północnej w Toruniu za reżyserię „Zbrodni i kary” Fiodora Dostojewskiego w Teatrze Dramatycznym w Białymstoku (1971)
- Nagroda Ministra Kultury i Sztuki za osiągnięcia w pracy artystycznej (z okazji jubileusz pięćdziesięciolecia) (1993)
- nagroda prezydenta miasta Tarnowa (1996)